# 黑斑双鳍电鳐
黑斑双鳍电鳐（学名：Narcine maculata），又稱黑斑雙鰭電鱝，为軟骨魚綱电鳐科双鳍电鳐属的鱼类。被IUCN列為易危保育類動物，分布于印度洋、印度尼西亚以及南海等海域，深度30至80公尺，體長可達40公分，棲息在沿海沙泥底質海域，為夜行性、底棲性魚類，屬肉食性，卵胎生，體具發電器官，可用來防禦及捕食用，生活習性不明。该物种的模式产地在印度洋。
其种加词“maculata”意为“有斑点的”。